# Пасенко, Дмитрий Степанович
 Дмитрий Степанович Пасенко  (1779—1846) — действительный статский советник, вице-губернатор Полтавской губернии.

## Биография
Из дворян Черниговской губернии.
Начал службу в 1792 г. в Козелецком уездном суде. 
В 1797 г. перешел в Петербург, к генерал-ренетмейстерским делам (ныне комиссия прошений) после чего в 1803 г. перешел в сенат.
В 1819 г. был назначен Тобольским прокурором и в 1823 г. был там же председателем казенной палаты.
В 1830 г. был назначен Киевским вице-губернатором, а в 1832 г. Полтавским губернатором и председателем казенной палаты.
Малороссийский генерал-губернатор граф Строгановым назначил его председателем комиссии, назначенной для ревизии Приказа Общественного Призрения, что вызвано было тем, что обнаружилась трата денег более 200 тыс. на постройку зданий для Полтавского женского института, но он отказался, не желая разбирать дела князя Репнина, которому был многим обязан. 
Это был честный, неподкупный деятель и лучшего выбора трудно было сделать, ручательством чего было его прошлое. 
В 1826 году он был назначен председателем комиссии по розыску хищений и переводов золота из промыслов Урала. Его стараниями были открыты большие злоупотребления. В них сознались 96 человек людей разного звания, какие и представили скрывавшегося у них золота более 3 1/2 пудов. Миасский завод при нём, благодаря его надзору, дал казне прибыли 1 1/2 милл. руб. В Екатеринбургских казенных заводах, посредством обличения хищников и покупателей, добыча золота была увеличена в полтора раза и казна получила прибыли до 500 тыс.
Министр финансов обратил внимание на такую его деятельность и запросил его, какую награду он желал бы получить. Пасенко просил обеспечить его «состояние, пришедшее в упадок оттого, что обеднел его тесть». Его наградили чином действительного статского советника и была обещана ему и материальная помощь, но только после персидской войны. Но затем настала война с Польшей.
В апреле 1840 года Пасенко просил о награде за «выгоды, доставленные казне». Желание его исполнилось. Ему было пожаловано 2 тысячи дес. земли. В то время наделялись землями в Саратовской губернии, но нужно было ждать очереди. Пасенко внесли в кандидатский список, где он числился 251 кандидатом. В получении этой награды без очереди ему было отказано графом Канкриным. Нужно полагать, что земли этой он не получил.
6 сентября 1846 года он скончался, прослужив 54 года.

## Награды
- Орден Святой Анны 2 степени с алмазами
- Орден Святого Станислава 1 степени
- Орден Святого Владимира 3 степени
- Медаль «В память Отечественной войны 1812 года»